# كومبرلاند (مين)
كومبرلاند (بالإنجليزية: Cumberland, Maine)‏ هي بلدة أمريكية تقع في الولايات المتحدة في مقاطعة كمبرلاند (مين). يقدر عدد سكانها بـ 7,211 نسمة ومساحتها 67.99 كم2 وترتفع عن سطح البحر 0 متر.

## التركيبة السكانية
قام مكتب تعداد الولايات المتحدة بتحديد بيانات التركيبة السكانية لكومبرلاند في تعداد الولايات المتحدة. في ما يلي، التركيبة السكانية حسب تعدادي 2000 و2010.

### تعداد عام 2000
بلغ عدد سكان كومبرلاند 7,159 نسمة بحسب تعداد عام 2000، وبلغ عدد الأسر 2,548 أسرة وعدد العائلات 2,046 عائلة مقيمة في البلدة. في حين سجلت الكثافة السكانية 274.6 نسمة لكل ميل مربع (106.0/كم2). وبلغ عدد الوحدات السكنية 2,945 وحدة بمتوسط كثافة قدره 112.9 نسمة لكل ميل مربع (43.6/كم2).
وتوزع التركيب العرقي للبلدة بنسبة 98.76% من البيض و 0.10% من الأمريكيين الأصليين و 0.42% من الأمريكيين ذوي الأصول الآسيوية و 0.01% من سكان جزر المحيط الهادئ و 0.14% من الأمريكيين الأفارقة و 0.45% من عرقين مختلطين أو أكثر.
```
وكانت نسبة 19.7% من غير العائلات. وبلغ متوسط حجم الأسرة المعيشية 3.14، أما متوسط حجم العائلات فبلغ 2.80.
```

بلغ العمر الوسطي للسكان 39 عاماً. وكانت نسبة 3.6% بين الثامنة عشر والأربعة وعشرون عاماً، ونسبة 27.7% كانت واقعةً في الفئة العمرية ما بين الخامسة والعشرون حتى والأربعة وأربعون عاماً، ونسبة 27.3% كانت ما بين الخامسة والأربعون حتى الرابعة والستون، يوجد لكل 100 أنثى 93.3 ذكر، ويوجد لكل 100 أنثى في الثامنة عشر من عمرها فما فوق 91.4 ذكر.
بلغ متوسط دخل الأسرة في البلدة 67,556 دولار، أما متوسط دخل العائلة فبلغ 76,571 دولار. وكان متوسط دخل الذكور 49,538 دولار مقابل 37,367 دولار للإناث. وسجل دخل الفرد الخاص بالبلدة 33,644 دولار. وكانت نسبة 2.4% من العائلات ونسبة 3.0% من السكان تحت خط الفقر، وكان من هؤلاء نسبة 0.8% تحت سن الثامنة عشر ونسبة 6.2% في الخامسة والستين من العمر وما فوق.

### تعداد عام 2010
بلغ عدد سكان كومبرلاند 7,211 نسمة بحسب تعداد عام 2010، وبلغ عدد الأسر 2,697 أسرة وعدد العائلات 2,079 عائلة مقيمة في البلدة. في حين سجلت الكثافة السكانية 315.2 نسمة لكل ميل مربع (121.7/كم2). وبلغ عدد الوحدات السكنية 2,902 وحدة بمتوسط كثافة قدره 126.8 لكل ميل مربع (49.0/كم2).
وتوزع التركيب العرقي للبلدة بنسبة 97.2% من البيض و 0.2% من الأمريكيين الأصليين و 0.8% من الأمريكيين ذوي الأصول الآسيوية و 0.5% من الأمريكيين الأفارقة و 1.0% من عرقين مختلطين أو أكثر.
```
وبلغت نسبة 
الأزواج
 القاطنين مع بعضهم البعض 67.4% من أصل المجموع الكلي للأسر، ونسبة 6.5% من الأسر كان لديها معيلات من الإناث دون وجود شريك، بينما كانت نسبة 3.2% من الأسر لديها معيلون من الذكور دون وجود شريكة وكانت نسبة 22.9% من غير العائلات. وبلغ متوسط حجم الأسرة المعيشية 3.06، أما متوسط حجم العائلات فبلغ 2.67.
```

بلغ العمر الوسطي للسكان 45 عاماً. وكانت نسبة 26.9% من القاطنين تحت سن الثامنة عشر، وكانت نسبة 4.7% بين الثامنة عشر والأربعة وعشرون عاماً، ونسبة 18.2% كانت واقعةً في الفئة العمرية ما بين الخامسة والعشرون حتى والأربعة وأربعون عاماً، ونسبة 35.6% كانت ما بين الخامسة والأربعون حتى الرابعة والستون، ونسبة 14.5% كانت ضمن فئة الخامسة والستون عاماً فما فوق. وتوزع التركيب الجنسي للسكان بنسبة 47.8% ذكور و52.2% إناث.